# 勃艮第运河
勃艮第运河（法語：Canal de Bourgogne，法語發音：[kanal də buʁɡɔɲ]）是法国中东部勃艮第地区的一条运河，流经约讷省和科多尔省，全长242千米，有189个船閘，在米热讷连接約訥河，在圣让德洛讷连接索恩河。

## 途经
- PK 0 米热讷
- PK 19 圣弗洛朗坦
- PK 45 托内尔
- PK 74 昂西勒弗朗
- PK 102 蒙巴尔
- PK 115 沃纳雷莱洛姆
- PK 155 欧苏瓦地区普伊
- PK 213 第戎
- PK 242 圣让德洛讷